# Ryke Yseøyane
Les Ryke Yseøyane sont un archipel inhabité de Norvège, dans le Sud-Est du Svalbard, au large d'Edgeøya. 

## Géographie
L'archipel est situé  à l'est du glacier Stonebreen.
L'archipel est composé de trois îles donc aucune n'est nommée et de quelques rochers épars.

## Géologie
La plupart de ces îles sont formées de falaises de basalte.

## Histoire
L'archipel a été découvert en 1640-1645 par Ryke Yse, un chasseur de baleines néerlandais..
Depuis 1973, l'archipel fait partie de la Réserve naturelle de Søraust-Svalbard.